# Onbekendegracht
Le Onbekendegracht (« Canal inconnu » en néerlandais) est un canal secondaire situé dans l'arrondissement Centrum de la ville d'Amsterdam aux Pays-Bas. Il est situé derrière le théâtre royal Carré et relie le Nieuwe Prinsengracht et le Nieuwe Achtergracht sur une très courte distance.
Le « Pont 252 » (Brug 252), réalisé en fonte et construit en 1899 relie le Nieuwe Achtergracht au Onbekendegracht. Réservé aux piétons, il constitue l'un des 72 ponts de la ville classés au registre des monuments municipaux. De même, l'immeuble situé aux numéros 1-5, conçu par A.J. Tymensen en 1906 a été classé en 2006.
Initialement, le Onbekendegracht permettait un accès à l'Amstel depuis l'ancien jardin du Stadstimmertuin. Dans un acte notarial datant de 1800, le canal fut baptisé « L'inconnu ou petit canal de l'Amstel » (het Onbekende of Amstelgragtje). Le nom de « Petit canal court de l'Amstel » était également utilisé. Les habitants du canal demandèrent à la municipalité de rebaptiser le canal en 1948, car ils le trouvaient trop étrange. La requête ne fut cependant pas validée par la mairie.